# Peucetia flava
Peucetia flava är en spindelart som beskrevs av Eugen von Keyserling 1877. Peucetia flava ingår i släktet Peucetia och familjen lospindlar. Inga underarter finns listade i Catalogue of Life.